# Детти, Габриэле
Габриэле Детти (итал. Gabriele Detti; род. 29 августа 1994, Ливорно, Тоскана) — итальянский пловец, чемпион мира 2017 года на дистанции 800 метров вольным стилем, призёр летних Олимпийских игр 2016 года.

## Карьера
На летних Олимпийских играх 2012 года Детти соревновался на дистанции 1500 метров вольным стилем, занял 13-е место в общем зачете, не сумев пройти в финал. На летних Олимпийских играх 2016 года он выиграл бронзовую медаль на дистанции 400-метровом вольным стилем, а также бронзовую медаль на дистанции 1500 метров вольным стилем.
На чемпионате мира по водным видам спорта 2017 года в Будапеште Детти завоевал бронзовую медаль на дистанции 400 м. Чуть позже он завоевал золотую медаль на дистанции 800 метров, став чемпионом мира и установив новый европейский рекорд 7:40,77.
На чемпионате мира 2019 года в корейском Кванджу завоевал бронзовую медаль на дистанции 400 метров вольным стилем, уступив победителю Сунь Яну 0,79 сек.
В декабре 2019 года, на чемпионате Европы в 25-метровом бассейне, в Глазго, итальянец на дистанции 400 метров вольным стилем завоевал бронзовую медаль, уступив времени победителя Рапшиса 4,86 сек. 
В мае 2021 года на чемпионате Европы, который состоялся в Будапеште, в Венгрии, итальянец на дистанции 800 метров вольным стилем завоевал бронзовую медаль, проплыв в финальном заплыве за 7:46,10.